# 西航港街道
西航港街道，是中华人民共和国四川省成都市双流区下辖的一个乡镇级行政单位。

## 行政区划
西航港街道下辖以下地区：
蜀星社区、湖夹滩社区、光明社区委会、寺圣社区委会、星月社区委会、白家场社区、花红社区委会、常乐社区委会、成白路社区、桂花堰社区、近都社区、机场路社区、莲花社区、九龙湖社区、龙港社区、江安社区和临江社区。